# Мехув-Кольонія
Мехув-Кольонія (пол. Miechów-Kolonia) — село в Польщі, у гміні Казанув Зволенського повіту Мазовецького воєводства.
Населення — 160 осіб (2011).
У 1975-1998 роках село належало до Радомського воєводства.

## Демографія
Демографічна структура станом на 31 березня 2011 року:
|          | Загалом | Допрацездатний вік | Працездатний вік | Постпрацездатний вік |
| -------- | ------- | ------------------ | ---------------- | -------------------- |
| Чоловіки | 76      | 16                 | 48               | 12                   |
| Жінки    | 84      | 19                 | 46               | 19                   |
| Разом    | 160     | 35                 | 94               | 31                   |